# Посечено
Посечено́ (фин. Pähkinä) — упразднённая деревня на территории Морозовского городского поселения Всеволожского района Ленинградской области.

## Географическое расположение
Располагалась к юго-востоку и смежно с посёлком имени Морозова, на берегу Ладожского озера, у истока реки Невы.
К юго-западу и смежно находится деревня Шереметьевка.

## История
В списках населённых мест 1838—1896 годов деревня не значится.
Cеление Новая-Посечино из 8 дворов упоминается в 1909 году на карте Санкт-Петербургской губернии.
Затем — селение Новая (Посечино) упоминается на военно-топографической карте Петроградской губернии 1914 года.
В конце 1924 года в деревне числилось 10 мужского и 13 женского пола, всего 23 прихожанина Рябовской лютеранской церкви. 

ПОСЕЧИНО — деревня Чернореченского сельсовета, 14 хозяйств, 71 душа.

Из них: русских — 8 хозяйств, 39 душ; финнов-ингерманландцев — 6 хозяйств, 32 души. (1926 год)

По другим данным большую часть населения деревни составляли переселенцы и потомки переселенцев из Финляндии, так называемые «финляндские карелы».
В 1928 году население деревни составляло 131 человек.
На карте 1930 года, деревня называлась просто Новая.
По административным данным 1933 года деревня называлась Пасечено и относилась к Чернореченскому сельсовету Ленинградского Пригородного района.
И лишь к 1939 году приобрела современное название Посечено, через е.

Деревня Посечено на карте 1939 года

Согласно топографической карте РККА 1939 года деревня насчитывала 15 дворов. В 1940 году деревня также насчитывала 15 дворов.
До 1942 года — место компактного проживания ингерманландских финнов.
В годы войны в деревне располагались:

- эвакуационный приёмник № 49
- полевой подвижный госпиталь № 634[14]

Изменения топонима на этом не закончились.
По административным данным 1966, 1973 и 1990 годов деревня называлась Пасечено и находилась в подчинении Морозовского поселкового совета.
На картах Ленинградской области 1980-х, 1990-х годов, деревня обозначалась, как Пасечено.
В некоторых документах, например в переписях населения 1997 и 2002 годов, применительно к деревне использовался топоним Пасечно.
В 2002 году в деревне проживали 2 человека.
В 2003 году население Посечено состояло из 1 человека.
Упразднена 28 декабря 2004 года в связи с отсутствием постоянных жителей.
Сейчас является улицей (улица Посечено) посёлка имени Морозова.